# Philip Arctander
Philip Arctander (14. juni 1916 i København – 27. januar 1994) var en dansk arkitekt.
Hans forældre var grosserer, senere direktør, cand. pharm. Paul Gerhard Arctander. og Frida Lund. Han blev gift d. 5. juli 1944 i København med Lizzie Marie Sophie Schytte. Datter af direktør Konsul Thomas Carl Martin S.
Philip Arctander blev i 1947 ansat som forskningsleder på det nyoprettede Statens Byggeforskningsinstitut (SBI). Fra 1968 til 1981 var han SBI's første direktør, og i perioden 1962-65 var han i denne egenskab bl.a. præsident for den internationale byggeforskningsorganisation CIB (Conseil International du Bâtiment).

## Uddannelse
Student 1934, besøgt Kunstakademiet 1934-1938. 

## Udstillinger
Charlottenborg 1942. 

## Arbejder
Bygning for Boldklubben Frem i Valby Idrætspark (1. præmie 1939, sammen med Hans Henning Hansen og Steen Eiler Rasmussen, færdigopført 1944). 

## Projekter
Alderdomshjem i Gentofte (1938, indkøbt), bebyggelsesplan og typehus for areal ved Randers (1944, sammen med Mogens Boertmann, 3. præmie), udvidelse af Københavns Rådhus (1946, sammen med Christian Holst, Aage Holst og Erik Holst, 1. præmie), Nyt Krystalpalads i London (1946, sammen med E. Borg, Peter Bredsdorff, Poul Kjærgaard og Niels Schou), har sammen med C. C. Frederiksen og Svend Nielsen udgivet bogen: Det danske Apotek (1944).